# Glyptopimpla minor
Glyptopimpla minor là một loài tò vò trong họ Ichneumonidae.